# Любятино (Московская область)
Любятино — деревня в Волоколамском районе Московской области России.
Относится к сельскому поселению Чисменское, до муниципальной реформы 2006 года относилась к Чисменскому сельскому округу. Население — 27 чел. (2010).

## Расположение
Деревня Любятино расположена примерно в 17 км к северо-востоку от центра города Волоколамска, на правом берегу реки Большой Сестры (бассейн Иваньковского водохранилища).
В деревне одна улица — Дорожная, зарегистрировано три садовых товарищества. Ближайшие населённые пункты — деревни Медведково и Еднево. Связана автобусным сообщением с райцентром.

## Исторические сведения
В «Списке населённых мест» 1862 года Любятино — казённая деревня 1-го стана Клинского уезда Московской губернии по левую сторону Волоколамского тракта, в 44 верстах от уездного города, при колодцах, с 41 двором и 268 жителями (126 мужчин, 142 женщины).
По данным на 1890 год входила в состав Калеевской волости Клинского уезда, число душ составляло 343 человека.
В 1913 году — 62 двора, бумаго-ткацкая фабрика.
В 1917 году Калеевская волость была передана в Волоколамский уезд.
По материалам Всесоюзной переписи населения 1926 года — деревня Едневского сельсовета Калеевской волости Волоколамского уезда, проживало 298 жителей (138 мужчин, 160 женщин), насчитывалось 55 крестьянских хозяйств.
С 1929 года — населённый пункт в составе Волоколамского района Московской области.

## Население
| 1852 | 1859 | 1890 | 1926 | 2002 | 2006 | 2010 |
| ---- | ---- | ---- | ---- | ---- | ---- | ---- |
| 250  | ↗268 | ↗343 | ↘298 | ↘28  | ↗30  | ↘27  |